# Hydrobasileus croceus
Hydrobasileus croceus är en trollsländeart som först beskrevs av Brauer 1867.  Hydrobasileus croceus ingår i släktet Hydrobasileus och familjen segeltrollsländor. IUCN kategoriserar arten globalt som livskraftig. Inga underarter finns listade i Catalogue of Life.